# 8926 Abemasanao
8926 Abemasanao este un asteroid din centura principală de asteroizi.

## Descriere
8926 Abemasanao este un asteroid din centura principală de asteroizi. A fost descoperit pe 20 decembrie 1996 la Ōizumi de Takao Kobayashi. El prezintă o orbită caracterizată de o semiaxă mare de 3,26 ua, o excentricitate de 0,13 și o înclinație de 0,5° în raport cu ecliptica.